# Nazionale femminile di pallavolo dell'Albania
La nazionale femminile di pallavolo dell'Albania è una squadra europea composta dalle migliori giocatrici di pallavolo dell'Albania ed è posta sotto l'egida della Federazione pallavolistica dell'Albania.

## Rosa
Segue la rosa delle giocatrici convocate per l'European League 2017.
| N° | Nome              | Ruolo | Data di nascita | Squadra          |
| -- | ----------------- | ----- | --------------- | ---------------- |
| 1  | Erblira Bici      | S/O   | 27 giugno 1995  | Mondovì          |
| 3  | Esmeralda Tuci    | S     | 7 marzo 1986    | Partizani Tirana |
| 4  | Amela Qershia     | P     | 22 luglio 2000  | Vllaznia         |
| 6  | Maria Sade        | C     | 8 ottobre 1997  | -                |
| 7  | Joana Kushi       | C     | 6 gennaio 1999  | Tirana           |
| 8  | Romina Matoshi    | S     | 8 aprile 1993   | Teuta            |
| 9  | Cindy Marina      | P     | 18 luglio 1998  | Duke             |
| 10 | Ergysa Blloku     | S/O   | 21 maggio 1990  | Partizani Tirana |
| 11 | Arjola Prenga     | S     | 9 maggio 1986   | -                |
| 12 | Sava Thaka        | C     | 20 aprile 1992  | -                |
| 14 | Xhozafa Sejfullai | L     | 29 aprile 1984  | Tirana           |
| 16 | Artiola Rexhepi   | S     | 28 gennaio 2000 | Teuta            |
| 17 | Madona Ulaj       | S     | 29 aprile 1996  | Lecco Picco      |
| 18 | Amarilda Sijoni   | L     | 19 luglio 1981  | -                |

## Risultati

### Competizioni CEV
| 1949 | non qualificata | -            |
| 1950 | non qualificata | -            |
| 1951 | non qualificata | -            |
| 1955 | non qualificata | -            |
| 1958 | non qualificata | -            |
| 1963 | non qualificata | -            |
| 1967 | non qualificata | -            |
| 1971 | non qualificata | -            |
| 1975 | non qualificata | -            |
| 1977 | non qualificata | -            |
| 1979 | non qualificata | -            |
| 1981 | non qualificata | -            |
| 1983 | non qualificata | -            |
| 1985 | non qualificata | -            |
| 1987 | non qualificata | -            |
| 1989 | non qualificata | -            |
| 1991 | 11º posto       | Convocazioni |
| 1993 | non qualificata | -            |
| 1995 | non qualificata | -            |
| 1997 | non qualificata | -            |
| 1999 | non qualificata | -            |
| 2001 | non qualificata | -            |
| 2003 | non qualificata | -            |
| 2005 | non qualificata | -            |
| 2007 | non qualificata | -            |
| 2009 | non qualificata | -            |
| 2011 | non qualificata | -            |
| 2013 | non qualificata | -            |
| 2015 | non qualificata | -            |
| 2017 | non qualificata | -            |
| 2019 | non qualificata | -            |
| 2021 | non qualificata | -            |
| 2023 | non qualificata | -            |

| 2009 | non qualificata | -            |
| 2010 | non qualificata | -            |
| 2011 | non qualificata | -            |
| 2012 | non qualificata | -            |
| 2013 | non qualificata | -            |
| 2014 | non qualificata | -            |
| 2015 | non qualificata | -            |
| 2016 | 11º posto       | Convocazioni |
| 2017 | 9º posto        | Convocazioni |
| 2018 | non qualificata | -            |
| 2019 | non qualificata | -            |
| 2021 | non qualificata | -            |
| 2022 | non qualificata | -            |
| 2023 | non qualificata | -            |
| 2024 | non qualificata | -            |

| 2018 | 3º posto        | Convocazioni |
| 2019 | non qualificata | -            |
| 2021 | non qualificata | -            |
| 2022 | non qualificata | -            |
| 2023 | non qualificata | -            |
| 2024 | non qualificata | -            |

### Competizioni zonali
| 1975 | non qualificata | -            |
| 1979 | non qualificata | -            |
| 1983 | non qualificata | -            |
| 1987 | 1º posto        | Convocazioni |
| 1991 | 4º posto        | Convocazioni |
| 1993 | non qualificata | -            |
| 1997 | non qualificata | -            |
| 2001 | 9º posto        | Convocazioni |
| 2005 | 7º posto        | Convocazioni |
| 2009 | 8º posto        | Convocazioni |
| 2013 | non qualificata | -            |
| 2018 | 9º posto        | Convocazioni |
| 2022 | non qualificata | -            |